# Megapogon
Megapogon is een geslacht van sponsdieren uit de klasse van de Calcarea (kalksponzen).

## Soorten
- Megapogon crispatus Jenkin, 1908
- Megapogon crucifer (Poléjaeff, 1883)
- Megapogon pollicaris Jenkin, 1908
- Megapogon raripilus Jenkin, 1908
- Megapogon villosus Jenkin, 1908